# Козленево (Костромская область)
Козленёво — упразднённая деревня в Сусанинском районе Костромской области. Входила в состав Андреевского сельского поселения. Упразднена в 2024 году.

## География
Находится в западной части Костромской области на расстоянии приблизительно 14 км на запад по прямой от районного центра поселка Сусанино.

## История
В 1872 году здесь было учтено 8 дворов, в 1907 году отмечено было 10 дворов.

## Население
| 2008 | 2010 | 2014 |
| ---- | ---- | ---- |
| 0    | →0   | →0   |

Постоянное население составляло 20 человек (1872 год), 50 (1897), 70 (1907), 0 как в 2002 году, так и в 2022.